# Kensal
La ville américaine de Kensal est située dans le comté de Stutsman, dans l’État du Dakota du Nord. Lors du recensement de 2010, sa population s’élevait à 163 habitants.

## Histoire
Kensal a été fondée en 1892.

## Démographie
| 1910 | 1920 | 1930 | 1940 | 1950 | 1960 |
| ---- | ---- | ---- | ---- | ---- | ---- |
| 456  | 415  | 420  | 356  | 376  | 334  |

| 1970 | 1980 | 1990 | 2000 | 2010 | - |
| ---- | ---- | ---- | ---- | ---- | - |
| 263  | 210  | 191  | 161  | 163  | - |

## Source
- (en) Cet article est partiellement ou en totalité issu de l’article de Wikipédia en anglais intitulé « Kensal, North Dakota » (voir la liste des auteurs).